# 東中野 (八王子市)
東中野（ひがしなかの）は、東京都八王子市の地名。住居表示未実施区域。郵便番号は192-0351（八王子南郵便局管区）。

## 地理
東京都八王子市の南部に位置する地域。東で大塚、南で松が谷、別所、西で堀之内、北で日野市程久保と隣接する。多摩ニュータウン建設に伴う開発が行われた南部はすでに市街地化している一方、建設区域から外れた北部は開発が進まず、山林が多く残されているほか、畑作や稲作も盛んであり、今でも昔ながらの多摩の農村の景観が残されている。多摩丘陵の一角に位置し、土地の起伏が大きく、谷戸も多くみられる。湧水や地下水も豊富であり、かつてはこの水を利用した酒造業も盛んにおこなわれていた。

### 河川
- 大栗川
- 谷津入川

## 歴史

### 中世以前
多摩丘陵周辺は水が豊かであったこともあり、人の定住も早く、東中野からも縄文時代早期のものをはじめ、多くの遺跡が発掘されている。
平安時代は船木田荘に属していたといわれ、室町時代になると大石氏の支配下に入る。大石氏の没落後は後北条氏の支配下に組み込まれた。

### 自由民権運動の源流
1870年、元新撰組隊士の斎藤一諾斎が金住院の住職となり、漢学や習字などの教育を行った。斎藤のもとには中野村からはもとより、大塚村、堀之内村、和田村など周辺の村々の子弟も集まり教育を受けた。このことが中野村や周辺地域における教育熱を高めたほか、大沢信重（のちの由木村長・南多摩郡会議員）、井上隆治（のちの由木村長）、林副重（のちの東京府会議員・大塚村）、柚木芳三郎（和田村）など、多摩地域における自由民権運動において指導的立場にあった人材を輩出することとなった。

### 沿革
中野村（東中野）の開闢は定かではないが、天正年間に行われた太閤検地の記録にその名が見られるので、少なくとも安土桃山時代にはすでに存在していたと考えられる。
- 江戸時代 - 武蔵国多摩郡中野村として、旗本領であった。中の村、中ノ村とも記される。
- 1822年（文政5年） - 平田篤胤が中野村の少年を取材してまとめた「勝五郎再生記聞」を刊行。
- 1869年（明治2年） - 品川県成立に伴い、中野村は品川県の一部となる。
- 1870年（明治3年） - 神奈川県に編入される。
- 1873年（明治6年） - 元新撰組隊士の斎藤一諾斎らによって、生蘭学舎（現:八王子市立由木東小学校）が設立される。
- 1874年（明治7年） - 大区小区制の発足に伴い、堀之内・大塚・和田の各村ともに第八大区六小区となる。二代戸長(六小区長)は中野村の大沢嘉重。
- 1875年（明治8年） - 地租改正に伴う字の再編のため、旧字が廃止となり新字が成立する。
- 1878年（明治11年） - 南多摩郡成立にともない、神奈川県南多摩郡中野村となる。
- 1879年（明治12年） - 大塚村と連合村を結成する。
- 1882年（明治15年） - 町村分合により、東中野村に改称。
- 1884年（明治17年） - 周辺10ヶ村と連合村を結成する。
- 1889年（明治22年） - 町村制施行に伴い、東中野村は連合村を組んでいた周辺10ヶ村と合併し、神奈川県南多摩郡由木村となる。初代村長は東中野出身の大沢信重。
- 1893年（明治26年）- 南多摩郡が、神奈川県から東京府に移管され、東京府南多摩郡由木村となる。
- 1917年（大正7年） - 学校の統廃合が行われ、生蘭学校は由木高等小学校に統合され、堀之内の誨育学校とともに東分教場となる。
- 1928年（昭和3年） - 新道（野猿街道）を開通させる新道敷設工事が開始。
- 1948年（昭和23年） - 東分教場が独立、由木村立由木東小学校となる。
- 1951年（昭和26年） - 京王バス、八王子 - 由木 - 関戸線開通。
- 1955年（昭和30年） - 京王バス、府中 - 由木 - 橋本線開通。
- 1960年（昭和35年） - 京王バス、関戸 - 由木 - 相模原線開通。
- 1964年（昭和39年） - 4月、天野に明星大学開校。
- 1964年（昭和39年） - 8月、由木村が八王子市に合併。八王子市東中野となる。
- 1973年（昭和48年） - 由木土地区画整理事業認可。南部の開発・市街地化が始まる。
- 1975年（昭和50年） - 南部の多摩ニュータウン建設地が分離され松が谷となる。
- 1978年（昭和53年） - 谷津入に中央大学が移転。
- 1996年（平成8年） - 由木土地区画整理事業の完了により堀之内の一部を編入する。
- 1998年（平成10年） - 東京都道156号町田日野線が開通。
- 2000年（平成12年） - 多摩都市モノレールが延伸。中央大学・明星大学駅が開業。

## 地名

### 由来
江戸時代以前は中野村と称していたが、多摩郡小宮領にも同名の中野村（現・八王子市中野町、中野山王、中野上町、暁町）があり、1882年（明治15年）、小宮領の中野村が西中野村としたのに対して、東中野村と改称した。（小宮領の中野村から見て東に位置している。）

### 小字
東中野では、江戸時代の「小名」と呼ばれる地域集団の単位をそのまま引き継いでいる。現在の町内会の地区の単位も小字ごとの3地区に区分されている。
- 谷津入

北西部。谷間にあり、8か所の谷戸があったため、「八ツ入り」と呼ばれていたのが変化したという。
- 井戸ノ上

南部。まいまいず井戸があったことから。
- 天野

北東部。天野谷戸ともいわれる谷あいにある。

### 字
東中野では1875年（明治8年）の地租改正に合わせて字が再編されたが、その際「一号」 - 「二十九号」という数字が付与されただけの名称に変更された。

### その他の地名
字の再編に伴い廃止された旧字の名称なども、現在でも住民の間で慣習的に使用されているものは多い。
大谷戸、天野谷戸、松木谷戸、小池、竹ノ内、開戸、下田、申酉谷戸、荒田、竹ノ花、釜ノ入、茶堂、下ノ川、東ノ前、瀬場川、天野前、ユブメキ、樋越前、内田前など

## 伝承

### 勝五郎
1822年（文政5年）、中野村（現：東中野）に住んでいた8歳の小谷田勝五郎という少年が「自分はもとは程久保村（現日野市程久保）の藤蔵という子どもで、6歳の時に疱瘡で亡くなった」と言い、あの世に行ってから生まれ変わるまでのことを語ったという話。当時大騒ぎとなり、話は江戸まで知れわたり、平田篤胤は勝五郎を自分の屋敷に招き、聞き取った内容を『勝五郎再生記聞』という書物にまとめている。また、小泉八雲も、随想集『仏の畠の落穂』に「勝五郎の転生」を著し、ロンドンとボストンで発売した。

## 世帯数と人口
2017年（平成29年）12月31日現在の世帯数と人口は以下の通りである。
| 町丁   | 世帯数    | 人口    |
| ------ | --------- | ------- |
| 東中野 | 2,177世帯 | 4,408人 |

## 小・中学校の学区
市立小・中学校に通う場合、学区は以下の通りとなる。
| 番地 | 小学校                 | 中学校               | 通学許可校             |
| --- | ---------------------- | -------------------- | ---------------------- |
| 1〜60番地（大栗川の北側）、70〜195番地（大栗川の北側） 230〜279番地、294〜1396番地、1420〜1440番地 1448〜1452番地、1456〜1457番地、1459〜1475番地 1477〜1481番地、1484〜1485番地、1491〜1494番地 1497〜1503番地、1505〜1506番地、1509番地 1511〜1532番地、1536〜1702番地、1704〜1760番地 1764〜1798番地、1800番地 1802〜1808番地（1804番地2を除く）、1811〜1812番地 1814〜1815番地、1817〜1830番地、1833番地 1836番地、1839〜1848番地、1856〜1999番地 | 八王子市立由木東小学校 | 八王子市立由木中学校 |                        |
| 61〜69番地（大栗川の南側）、196〜229番地 280〜293番地、1397〜1419番地、1441〜1447番地 1453〜1455番地、1458番地、1476番地 1482〜1483番地、1486〜1490番地、1495〜1496番地 1504番地、1507〜1508番地、1510番地 1533〜1535番地、1703番地、1761番地2、1763番地 1799番地、1801番地、1804番地2、1809〜1810番地 1813番地、1816番地、1831〜1832番地 1834〜1835番地、1837〜1838番地、1849〜1855番地 2000〜2004番地                                               | 八王子市立由木東小学校 | 八王子市立由木中学校 | 八王子市立松が谷中学校 |

## 交通

### 道路
- 野猿街道

大正時代以前は甲州街道八王子宿から由木村を経由して小野路へと通じる道であり、小野路道と呼ばれていたが、交通の発達により新道敷設の必要性が生じ、1928年より小野路道をベースとした新道敷設工事が行われ、当時の新たな幹線道路として成立した。

### 鉄道
- 多摩都市モノレール：中央大学・明星大学駅（計画当初は東中野駅という仮称がつけられていたが、中央本線に同名の駅が既に存在していたため、変更となった。）

大正末期から昭和初期にかけて由木村の有力者によって南津電気鉄道の敷設が計画され、東中野には由木中野駅が建設されることが予定されていた。しかし昭和恐慌による生糸価格の暴落とその後の混乱により計画は頓挫して未成線に終わり、実際に開業されることはなかった。

### バス
中大西門（多摩センター駅行のみ停車）・中央大学・谷津入・東中野・天野・中大隧道・明星大学南・陽光台入口・向山緑地・由木ヶ丘公園の10か所のバス停がある。東中野にバス路線が開通したのは、1951年の八王子 - 由木 - 関戸線（京王バス）が最初である。次いで京王バスにより1955年には府中 - 由木 - 橋本線が、1960年には関戸 - 由木 - 相模原線が開通する。その後も新設・廃止・再編を繰り返し、2020年現在東中野を通行するバス路線は以下の通りである。
- 桜80：聖蹟桜ヶ丘駅 - 帝京大学入口・由木折返場経由 - 南大沢駅（京王バス南：天野・東中野停車）
- 桜84：聖蹟桜ヶ丘駅 - 帝京大学入口・板橋・南大沢駅経由 - 相模原駅（京王バス南・神奈川中央交通：天野・東中野停車）
- 桜88：聖蹟桜ヶ丘駅 - 帝京大学入口経由 - 京王堀之内駅（京王バス南：天野・東中野停車）
- 豊32：豊田駅南口 - 多摩センター駅（京王バス：中大西門・中央大学・谷津入・東中野・天野停車）
- 豊33：豊田駅南口 - 多摩センター駅（京王バス：中大西門・中央大学・明星大学南・陽光台入口・向山緑地・由木ヶ丘公園停車）
- 多18：多摩センター駅 - 大塚住宅 - 多摩センター駅（京王バス：由木ヶ丘公園・向山緑地・中大隧道・明星大学南・陽光台入口停車）

## 施設

東中野会館

### 自治会館
- 東中野会館
- 谷津入会館

### 学校
- 中央大学多摩キャンパス
- 明星大学日野キャンパス

大学本部は日野市程久保に置かれているが、キャンパス区域の一部が東中野（天野）にもまたがって位置している。
- 八王子市立由木東小学校

元新撰組隊士の斎藤一諾斎らによって設立された生蘭学舎が前身。

### 神社

熊野神社

- 熊野神社

社殿の造営は1607年（慶長11年）。神木のイチョウは高さ15m、幹回り455cmの巨樹。1861年（文久元年）12月に植栽された。中野村住民富沢市兵衛が、子に恵まれず、思案のはてに熊野本宮大権現（熊野神社）に祈願したところ、まもなく子供をもうけたため、祈願成就と子供の無事成育を願い、植栽されたと伝えられている。
かつては他に秋葉神社、稲荷神社、第六天神社、住吉神社、山の神神社があったとされるが、明治期に熊野神社に合祀されたといわれている。

### 寺院
- 善徳寺

西王山明王院。浄土真宗高田派。慶長年間(1596 - 1614)に建立されたという。はじめは成就坊、浄覚寺と称し、寛文 - 元禄期に善徳寺となった。
かつては金住院という寺があり、斎藤一諾斎が住職を務めていたというが、明治初期に廃寺なった。

## 行政
東中野村は1889年（明治22年）、周辺10ヶ村と合併し由木村となるが、初代村長は東中野出身の大沢信重（任期：1889年（明治22年） - 1897年（明治30年））であった。1897年には2代村長として、やはり東中野出身の井上隆治（任期：1897年（明治30年） - 1898年（明治31年）・1899年（明治32年） - 1903年（明治36年））が就任。その後も金子喜造（任期：1940年（昭和15年） - 1942年（昭和17年））、小谷田弥市（任期：1942年（昭和17年） - 1944年（昭和19年））、大沢昌敏（任期：1949年（昭和24年） - 1953年（昭和28年））と続き、由木村の11の大字のうち最多の人数の村長を輩出した。